# デッサウ

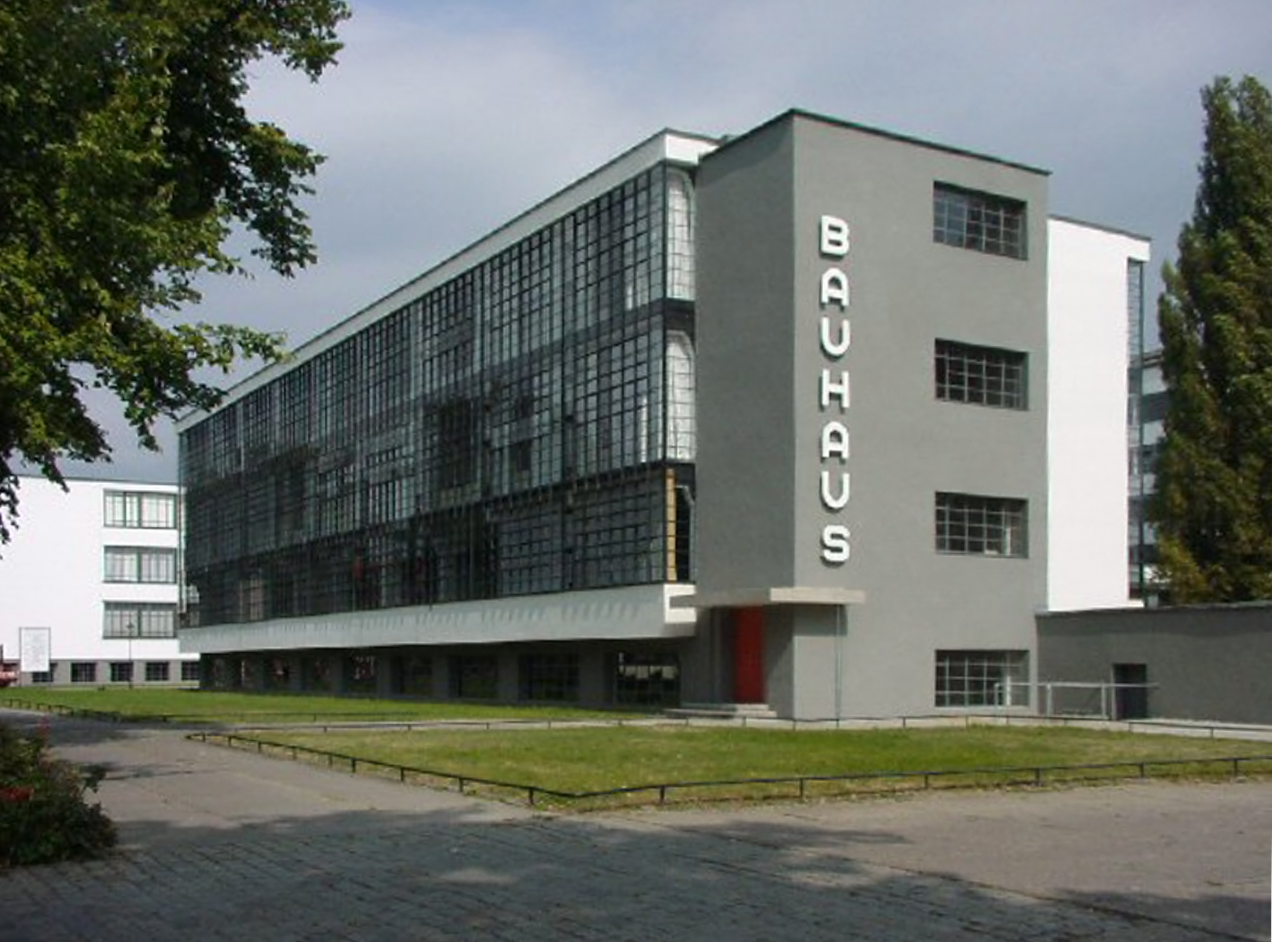
バウハウス

デッサウ (Dessau) は、ドイツ連邦共和国の旧郡独立市で、2007年7月1日に隣接するロスラウ (Roßlau) と合併しデッサウ＝ロスラウ市 (Dessau-Roßlau) の一部となった。ザクセン＝アンハルト州に属する。1925年より、バウハウス（現代芸術に大きな影響を与えた美術学校）が置かれたことでも知られる。

## 地勢・産業
エルベ川とムルデ川の合流点近くに位置している。近隣の都市としては、約55キロ南にライプツィヒ、55キロ北西にマクデブルクが位置する。また、宗教改革の舞台として知られるルターシュタット・ヴィッテンベルクが約30キロ東に位置している。

## 歴史
中世よりアスカーニエン家が治めたアンハルト伯領（後にアンハルト公国）の首都であり、交通の要所として発展した。17世紀の三十年戦争において、ハプスブルク家側の傭兵隊長であったヴァレンシュタインは、この地で新教側のマンスフェルト伯に勝利を収めている。ドイツ帝国期より敗戦まで、アンハルト自由州の州都であった。第二次世界大戦では、この都市に航空機の工場があったため、激しい空襲を受けた。

## 文化
1729年、この地でユダヤ系哲学者のモーゼス・メンデルスゾーンが生まれた。（ロマン派の作曲家として知られるフェリックス・メンデルスゾーンの祖父にあたる。）また、1925年からこの地に現代美術と現代建築に多大な影響を与えたバウハウスが置かれた。これは「ヴァイマルとデッサウのバウハウスとその関連遺産群」として、世界遺産に登録されている。

## 交通
- デッサウ市電

## 姉妹都市
- グリヴィツェ、ポーランド
- アルジャントゥイユ、フランス
- ルートヴィヒスハーフェン・アム・ライン、ドイツ
- イッベンビューレン、ドイツ
- ネメンチネ、リトアニア
- ロウドニツェ・ナド・ラベム、チェコ